# Big Bam Boom
Big Bam Boom es el décimo segundo álbum del dúo norteamericano Hall & Oates, fue lanzado el 12 de octubre de 1984 por RCA Records y alcanzó el número 5 en la lista Billboard 200.
El primer sencillo del álbum fue "Out Of Touch" que llegó al número uno en el Billboard Hot 100, también alcanzó el número 1 en la lista Hot Dance Club Songs y el número 8 en la lista Hot Adult Contemporary de Billboard.
El segundo sencillo fue "Method Of Modern Love" que llegó al número 5 en el Billboard Hot 100 y al número 15 en la lista Hot Dance Club Songs.
"Some Things Are Better Left Unsaid" y "Possession Obsession" también fueron lanzadas como sencillos, las dos llegando al top 40 en el Hot 100.
El álbum se volvió a lanzar en CD en 2004 con cuatro versiones extendidas.

## Lista de canciones
1. "Dance on Your Knees" - 1:27
2. "Out of Touch" - 4:21
3. "Method of Modern Love" - 5:34
4. "Bank on Your Love" - 4:18
5. "Some Things Are Better Left Unsaid" - 5:26
6. "Going Thru the Motions" - 5:40
7. "Cold Dark and Yesterday" - 4:40
8. "All American Girl" - 4:28
9. "Possession Obsession" - 4:36

Canciones extra en el CD de 2004
1. "Out of Touch (Club Mix)" - 7:42
2. "Method of Modern Love (Extended Mix)" - 7:49
3. "Possession Obsession (Special Mix)" - 6:31
4. "Dance on Your Knees (Extended Version)" - 6:40